# Pristurus gallagheri
Pristurus gallagheri es una especie de gecos de la familia Sphaerodactylidae.

## Distribución geográfica yhábitat
Es endémica del noroeste del Omán. Su rango altitudinal oscila entre 450 y 1830 m s. n. m..